# Altarul de la Dupuș
Altarul de la Dupuș a facut parte din Biserica evaghelică fortificată Dupuș
Altarul a fost realizat în secolul XVI si a fost mutat pe motiv de siguranță la Bserica Sf. Margareta Mediaș. 
Altarul din Dupuș reprezintă o piesă interesantă pentru cercetători, date fiind proveniența și programul său iconografic special, constituit în jurul cultului Trupului lui Iisus.
Corpusul altarului din Dupuș – decoratiile care imită textilele din brocart, procedură ornamentală larg răspândită în Europa centrală și de nord, folosită și în Transilvania medievală. Altarul din Dupuș,
aflat în prezent în interiorul Bisericii Sf. Margareta din Mediaș a avut loc în colaborare cu laboratoare de specialitate din București, Praga și Palermo, fiind identificate pe suprafața lor patru tipuri de foițe din metal,
între care staniul folosit pentru reliefurile aplicate. Autoarea remarcă suprafața neobișnuit de mare ocupată de Pressbrokat în raport cu dimensiunile retablului, calitatea tehnică, precum și complexitatea ornamenticii, toate
acestea indicând un atelier de pictură experimentat, care folosește rețete având originea în practicile artistice din Sud-Estul Germaniei. Acest „artificiu” tehnic utilizat pe larg în arta occidentală din a doua parte a secolului
al XV-lea apare în Transilvania, pe lângă Dupuș, în decorarea altarelor din Mălâncrav și Târnava.